# Lorenzo (rapper)
Lorenzo, noto precedentemente come Larry Garcia, pseudonimo di Jérémie Serrandour (Brest, 4 giugno 1994), è un rapper francese.

## Biografia
Jérémie Serrandour nasce a Brest, e frequenta il liceo Bréquigny di Rennes, diplomandosi nel 2013. Nello stesso periodo conosce i membri del collettivo Columbine, con i quali intraprende una carriera musicale, inizialmente sotto lo pseudonimo di Larry Garcia. Il suo primo album in studio, dal titolo Empereur du sale, viene realizzato in un'unica copia, che viene messa all'asta su eBay, raggiungendo il prezzo di 75.000 euro. Tuttavia, l'annuncio viene rimosso a causa della copertina raffigurante un pene.
Il 23 febbraio 2018 viene reso disponibile il secondo album, Rien à branler, in seguito certificato doppio platino. Il singolo Fume à fond tratto dal disco ottiene invece la certificazione diamante. Il 23 agosto 2019 è la volta del terzo album, intitolato Sex in the City, che vede la partecipazione di artisti come Orelsan, Shy'm, Tommy Cash e Oliver Tree. Preordinando sul suo sito web il CD è possibile vincere un abbonamento a vita al sito pornografico Marc Dorcel, e le copie vendute alla Fnac includono un profilattico.
Nel settembre 2022 annuncia il suo imminente ritiro dalla musica, volendo però prima pubblicare un quarto album. Il progetto, dal titolo Légende vivante, esce il 2 dicembre 2022, e presenta collaborazioni con nomi come Heuss l'Enfoiré, bbno$ e Jean Dujardin. Per aumentare il numero di riprouzioni, l'album viene caricato sulle piattaforme di streaming suddiviso in 68 tracce da 31 secondi l'una. La manovra viene notata, pertanto il disco viene rimosso da Spotify e Deezer per poi essere reso nuovamente disponibile regolarmente suddiviso nelle 16 canzoni.

## Discografia

### Album in studio
- 2016 – Empereur du sale
- 2018 – Rien à branler
- 2019 – Sex in the City
- 2022 – Légende vivante

### Raccolte
- 2023 – Coffret ultime